# Покола
Покола (рум. Pocola) — село у повіті Біхор в Румунії. Адміністративний центр комуни Покола.
Село розташоване на відстані 388 км на північний захід від Бухареста, 50 км на південний схід від Ораді, 99 км на захід від Клуж-Напоки, 132 км на північний схід від Тімішоари.

## Населення
За даними перепису населення 2002 року у селі проживали 445 осіб, з них 443 особи (99,6%) румунів. Рідною мовою 443 особи (99,6%) назвали румунську.